# Sanshan (tidigare stadsdistrikt)
Sanshan var ett stadsdistrikt i Wuhus stad på prefekturnivå i Anhui-provinsen i östra Kina. Det bildades 2005 genom utskiljning från det tidigare stadsdistriktet Matang, vars återstod samtidigt fick namnet Yijiang. I juli 2020 blev Sanshan en del av stadsdistriktet Yijiang.  En del av det tidigare distriktet utgör stadsdelsdistriktet Sanshan. 